# بخش بیون
بخش بیون (به فرانسوی: Arrondissement de Bayonne) یک بخش در فرانسه است که در پیرنه-آتلانتیک واقع شده‌است.